# Jaaroverzicht "Het Geluid van..."
Jaaroverzicht "Het Geluid van..." was een radioprogramma dat van 1989 tot en met 1998 jaarlijks werd uitgezonden door de VARA op Radio 3. Het bestond uit een mix tussen de belangrijkste nieuwsfeiten en de mooiste muziek van een jaar.
In 1989 maakte het programma onderdeel uit van het grote VARA-radio- en tv-project "De Jaren 80 bij de VARA in 80 uur". De bijna gehele vaste uitzenddag van de VARA op Radio 3, de dinsdag van 8 uur 's morgens tot 18.00 uur 's avonds, werd ingeruimd voor het tien uur durende overzicht. Ieder uur stond er een jaar centraal. De reacties waren zo positief dat de VARA besloot het programma op nieuwjaarsdag 1990 te herhalen. In de jaren erna werd op 31 december een twee uur durend overzicht uitgezonden tussen 16.00 en 18.00 uur op Radio 3FM.
Voor de montages werden de archieven van NOS Radio en Televisie gebruikt. De muziek werd ingekort, waardoor er meer platen in een uur paste, om zo een beter idee te krijgen van "Het Geluid" van dat jaar. De productie, regie, en samenstelling waren in handen van Peter Clement, Jeroen van Loon, Henny Radstaak en Rolf Kroes.